# Arbeitstag
Arbeitstag ist im Arbeitsrecht ein Tag, an dem tatsächlich, betriebsüblich oder branchenüblich die Arbeit aufgenommen werden muss. In der Regel ist dies von Montag bis Freitag (Fünf-Tage-Woche), nicht aber am Feiertag.

## Allgemeines
Die Arbeitszeit fällt stets auf einen Arbeitstag. Damit von einem Arbeitstag ausgegangen werden kann, ist arbeitsrechtlich erforderlich, dass die ganz überwiegende Mehrheit (80 %) der Belegschaft an diesem Tag regelmäßig im Betrieb arbeitet. Im Alltag fällt es Laien nicht immer leicht, zwischen Arbeitstag, Werktag oder Feiertag zu unterscheiden. Schlagzeilen wie „Der Samstag ist kein Feiertag“, „Auch der Samstag ist ein Werktag“, trugen kaum zur Aufklärung bei. So gibt es auch den arbeitsfreien Werktag, der – obgleich Werktag – kein Arbeitstag ist. Diese Unterscheidung hat zwar nicht in Gesetze Eingang gefunden, spielt aber beispielsweise in Tarifverträgen eine Rolle. Der Arbeitstag kann auf einen Feiertag fallen, der Werktag muss kein Arbeitstag sein. Was die Zählung der Arbeitstage anbelangt, ist unklar, ob Samstage mitgezählt werden sollen oder nicht. Das Kapitalanlagegesetzbuch (KAGB) verwendet den Begriff Arbeitstag häufig, ohne ihn jedoch zu definieren (etwa in § 215 Abs. 3 KAGB). Danach ist der Arbeitstag als „Montag bis Freitag mit Ausnahme der gesetzlichen Feiertage“ zu verstehen.
Die Zahl der Arbeitstage pro Jahr unterscheidet sich zwischen Staaten sowie innerhalb der Bundesländer je nach den gesetzlichen Feiertagen, nach Wochenverlauf und Schaltjahren. In Deutschland sind es zwischen 247 und 255 Tagen. 2023 waren es bundesweit im Schnitt 249,6 Arbeitstage, 2024 sind es 248,8. Hierbei werden alle Tage gezählt, die nicht auf einen Samstag, Sonntag oder gesetzlichen Feiertag fallen. Die individuelle Anzahl der Arbeitstage kann hiervon deutlich abweichen (Teilzeit, Ruhetage etc.). Von den sieben Kalendertagen sind fünf Arbeitstage, sofern kein Feiertag vorkommt. Da die meisten Monate 30 oder 31 Tage haben, ist die Zahl der Arbeitstage pro Monat unterschiedlich und variiert zwischen 20 und 23 Arbeitstagen pro Monat.

## Geschichte
Im Alten Testament waren die Verhältnisse noch einfach: „Sechs Tage kannst du deine Arbeit verrichten, am siebten Tag aber sollst du ruhen, damit dein Rind und dein Esel ausruhen und der Sohn deiner Sklavin und der Fremde zu Atem kommen“ (Ex 23,12 ). Es gab lediglich drei Feiertage, denn „dreimal im Jahr sollst du mir ein Fest feiern“ (Ex 23,14 ).
Aus dem deutschen Kommissionsbericht zur Novelle vom April 1892 ist zu entnehmen, dass das Wort Arbeitstag nicht gleichbedeutend ist mit Werktag in dem Sinne, dass Sonn- und Festtage nicht als Arbeitstage gelten könnten. Damals galt noch die Sechstagewoche, und es war klar, dass Arbeitstage gleich Werktage waren. Auslegungsschwierigkeiten traten spätestens aber auf, als es den Gewerkschaften gelang, die Arbeitszeit zu verkürzen und durch Tarifverträge ab 1955 die Fünftagewoche zu verwirklichen („Samstags gehört Vati mir“). Jetzt waren aber Arbeitstage nicht mehr gleich Werktage, und es begannen Auslegungsschwierigkeiten, die erst durch ein Urteil des Bundesarbeitsgerichts (BAG) im Mai 1971 ausgeräumt werden konnten. „Werktag bzw. Arbeitstag waren und sind für den Gesetzgeber das Mittel, die von ihm gewünschte Dauer des Urlaubs in bestimmtem Umfang festzulegen; in diesem Sinne sind beide Begriffe sozusagen das ‚technische Instrument‘ der Bestimmung einer einheitlichen zeitlichen Größe, nämlich der gewünschten Urlaubsdauer“.
Nach der Verkürzung der Arbeitszeit auf weniger als 48 Stunden war im Normalfall nicht mehr jeder Werktag auch Arbeitstag. Bleibt dennoch die Tarifvereinbarung bestehen und unterstellt man ferner, dass Arbeitstage und arbeitsfreie Werktage anteilig für den Urlaub ausgenutzt werden, so ergab sich keine Veränderung. Bis zum Erlass der Verordnung über die durchgängige 5-Tage-Arbeitswoche und die Verkürzung der wöchentlichen Arbeitszeit bei gleichzeitiger Neuregelung der Arbeitszeit in einigen Wochen mit Feiertagen vom 3. Mai 1967 gab es auch in der DDR keinen Zweifel über den Begriff Werktag, wozu mit Ausnahme der Sonn- und Feiertage alle Kalendertage zählten.

## Rechtsfragen
Arbeitstage sind tarifvertraglich alle Kalendertage, an denen der Arbeitnehmer planmäßig oder betriebsüblich zu arbeiten hat oder zu arbeiten hätte, mit Ausnahme der auf Arbeitstage fallenden gesetzlichen Feiertage, für die kein Freizeitausgleich gewährt wird. Arbeitstage im Sinne des § 26 Abs. 1 TVöD definiert das Bundesarbeitsgericht (BAG) als alle Tage, an denen der Arbeitnehmer zu arbeiten hat. Dieselbe Definition wendet das BAG auch sonst zur Ausfüllung des Begriffs „Arbeitstag“ an.
Nach der Arbeitszeitverordnung (AZV) ist der Arbeitstag grundsätzlich ein Werktag (§ 2 Nr. 2 AZV). Das Arbeitszeitgesetz (ArbZG) erteilt in § 9 Abs. 1 ArbZG ein absolutes Beschäftigungsverbot, denn „Arbeitnehmer dürfen an Sonn- und gesetzlichen Feiertagen von 0 bis 24 Uhr nicht beschäftigt werden“. Gleich in § 10 Abs. 1 ArbZG lässt es jedoch zahlreiche Ausnahmen hiervon zu. Sofern bestimmte Arbeiten nicht an Werktagen vorgenommen werden können, dürfen Arbeitnehmer an Sonn- und Feiertagen abweichend von § 9 ArbZG beschäftigt werden etwa in Rettungsdiensten, bei der Feuerwehr oder auch in Gaststätten. Dadurch werden sogar Sonn- und Feiertage für bestimmte Berufsgruppen zu Arbeitstagen. Beginnt die Arbeitszeit des Arbeitnehmers um 08:00 Uhr des einen Kalendertages, so endet dieser Arbeitstag um 08:00 Uhr des folgenden Kalendertages. Innerhalb dieses Zeitraumes darf der Arbeitnehmer gemäß § 3 ArbZG höchstens acht Stunden und nach § 3 Satz 2 ArbZG höchstens 10 Stunden beschäftigt werden.
Arbeitstage – manchmal jedoch auch Werktage – bilden die Berechnungsgrundlage für den Urlaub. Während das Bundesurlaubsgesetz (BurlG) den Urlaub nach Werktagen berechnet (§ 3 Abs. 1 BUrlG), dient der Arbeitstag als Berechnungsgrundlage für den Urlaub der Beamten (§ 5 Abs. 1 Erholungsurlaubsverordnung). Als Arbeitstage werden definiert Werktage unter Ausschluss der Samstage, also Montag bis Freitag. Der Zusatzurlaub der Schwerbehinderten wird heute immer noch nach Arbeitstagen berechnet (§ 208 Abs. 1 SGB IX). Arbeitnehmer, die am letzten Arbeitstag vor oder am ersten Arbeitstag nach Feiertagen unentschuldigt der Arbeit fernbleiben, haben keinen Anspruch auf Bezahlung für diese Feiertage (§ 2 Abs. 3 EntgFG). Dauert die Arbeitsunfähigkeit eines Arbeitnehmers länger als drei Kalendertage, hat er eine ärztliche Bescheinigung über das Bestehen der Arbeitsunfähigkeit (Attest) sowie deren voraussichtliche Dauer spätestens an dem darauffolgenden Arbeitstag vorzulegen (§ 5 Abs. 1 EntgFG). Durch die Kopplung von Kalendertagen und Arbeitstagen ergeben sich hier umständliche Fristenberechnungen, die auf Grundlage des § 193 BGB zu lösen sind.

## Bankarbeitstag
Ein lediglich für das Bankwesen geltender spezifischer Arbeitstag ist der Bankarbeitstag. Es gibt mehr Bankarbeitstage als Arbeitstage. Der Bankarbeitstag ist weltweit ein Arbeitstag, an dem Kreditinstitute für den Publikumsverkehr geöffnet sind und der bargeldlose Zahlungsverkehr abgewickelt wird. Bankarbeitstage sind stets identisch mit den TARGET-Tagen; Samstage und Sonntage sind keine Bankarbeitstage, auch wenn einige Banken (etwa an Flughäfen oder Bahnhöfen) ihre Schalter geöffnet haben.

## Soziokulturelle Aspekte
In den antiken Kulturen und auch noch während des Mittelalters war der Unterschied zwischen Tag und Nacht gleich dem von hell und dunkel und somit von weitaus größerer Bedeutung als in den meisten heutigen Gesellschaften, deren Lebensrhythmus durch eine künstliche Beleuchtung verschiebbar geworden ist.
Der lichte Tag bestimmt nicht nur das Konzept des sozialen und persönlichen Tages, sondern auch das des Arbeitstages.
Im Mittelalter, aber auch noch bis in das frühe 19. Jahrhundert – und in vielen Weltgegenden außerhalb Europas bis heute –  wird den ganzen Tag von „früh bis spät“ gearbeitet, der Arbeitstag – als die tägliche Arbeitszeit – beträgt bis zu 16 Stunden. Bis noch ins 20. Jahrhundert wurden in Süddeutschland und Österreich Knechten und Dienstboten zusätzliche ein bis drei unbezahlte Arbeitstage, sogenannte Scheißtage, auferlegt, die die von ihnen beanspruchte Zeit für die Verrichtung des Stuhlgangs während der vereinbarten Anstellung ausgleichen sollten.
Das Tagewerk ist synonym zur dabei verrichteten Arbeit. Bis heute ist es Pflicht des Arbeitnehmers, ausgeruht zur Arbeit zu erscheinen, daher zählt die Nacht als Schlafzeit zu den Verpflichtungen des arbeitenden Menschen. Erst damit, dass gesetzliche Regeln über die erlaubte maximale tägliche Arbeitszeit (Arbeitszeitgesetze) eingeführt werden, tut sich nach der Arbeit ein Zeitfenster auf, das weder für Arbeit noch für Ruhe genutzt werden muss. Mitte des 20. Jahrhunderts reduziert sich in den industriell entwickelten Ländern die tägliche Arbeitszeit von 10 auf meist 8 Stunden, und der beträchtliche Zeitraum bekommt den Namen Freizeit, als „freie“ Zeit zwischen Tag und Nacht.
Heute kommt der Begriff des Tages als Arbeitszeit hauptsächlich in manchen sprachlichen Wendungen zum Ausdruck, etwa Halbtagsarbeit, der Frage „Wie war der Tag?“ (auch wenn das Kind zu Mittag nach Hause kommt), „mit seinem Tagewerk zufrieden sein“, und dem „Feierabend“ als Ende der Arbeitszeit am späten Nachmittag.
Noch heute werden viele Feiertage schon am Vorabend begangen, zum Beispiel als Heiligabend oder Nikolausabend, denn in manchen früheren Kalendern im europäischen Raum begann der neue Kalendertag ähnlich wie in jüdischen und islamischen Kalendern nicht erst um Mitternacht, sondern schon mit der lokalen Abenddämmerung, und so ein Feiertag mit dem Feierabend.
Im Kontext der Globalisierung und zeitunmittelbarer weltweiter Kommunikation wird auch die Frage nach der Tageszeit in anderen Zeitzonen aktuell. Die Verschiebung des lichten Tages zum subjektiven Tag bei Flugreisen erzeugt den Jetlag.

## Wirtschaftliche Aspekte
Die Anzahl der Arbeitstage pro Kalenderjahr hat in der Volkswirtschaftslehre eine große Bedeutung. Durch Unregelmäßigkeiten im Kalender gibt es jedes Jahr eine unterschiedliche Anzahl von Arbeitstagen. Um volkswirtschaftliche Kennzahlen intertemporal vergleichbar zu machen, müssen die Folgen dieses Kalender- oder Arbeitstageeffekts eliminiert werden. Für die Kalenderbereinigung legt das Statistische Bundesamt seinen Berechnungen ein „durchschnittliches Jahr“ mit 249,7 Arbeitstagen zugrunde, wobei eine Fünf-Tage-Woche unterstellt wird und Samstage und nicht bundeseinheitliche Feiertage anteilsmäßig angerechnet werden. Die Deutsche Bundesbank führt ihre Saisonbereinigung durch, indem sie einen Zusammenhang zwischen der Zahl der Arbeitstage und der Ausbringung (englisch output) herstellt.
Der Unterschied zwischen dem unbereinigten und dem bereinigten Bruttoinlandsprodukt (BIP) aufgrund der Arbeitstage ergibt sich aus folgender Tabelle:
| Jahr | Arbeitstage | reales BIP unbereinigt | Arbeitstage- Effekt | reales BIP bereinigt |
| ---- | ----------- | ---------------------- | ------------------- | -------------------- |
| 2000 | −0,9        | 3,2                    | −0,2                | 3,4                  |
| 2001 | −0,6        | 1,2                    | −0,1                | 1,3                  |
| 2002 | 0,0         | 0,0                    | −0,0                | 0,0                  |
| 2003 | 0,1         | −0,2                   | 0,0                 | −0,2                 |
| 2004 | 1,9         | 1,2                    | 0,5                 | 0,7                  |
| 2005 | −0,5        | 0,8                    | −0,2                | 1,0                  |
| 2006 | 0,8         | 3,0                    | −0,2                | 3,2                  |
| 2007 | −0,6        | 2,5                    | −0,1                | 2,6                  |

Im Jahr 2004 kam es aufgrund der Lage der Feiertage und wegen eines Schaltjahrs zu einer Erhöhung der Arbeitstage um 1,9 % gegenüber dem Vorjahr. Dadurch schrumpfte das unbereinigte Bruttoinlandsprodukt (BIP) von 1,2 % auf kalenderbereinigte 0,7 %. Ob Ostern im März oder April liegt, wirkt sich unmittelbar auf das quartalsweise ermittelte BIP aus.

## International
Was international ein Arbeitstag ist und welcher Tag nicht, hängt stark vom Kulturkreis ab. Der religiöse Kalender des Islam folgt dem Rhythmus einer eigenen Woche, die sich von unserer westlichen Woche unterscheidet. In der westlichen Welt sind die Arbeitstage von Montag bis Freitag festgelegt, gefolgt von Samstag und Sonntag als dem Wochenende. Jeweils einen dieser Wochentage haben das Judentum und das Christentum für ihren Gottesdienst reserviert. Der Freitag gilt den Muslimen als heiliger Gebetstag für das Freitagsgebet, deshalb liegen die Arbeitstage von Sonntag bis Donnerstag. Allerdings gilt der Freitag in islamischen Ländern nicht als Feiertag, nur in Saudi-Arabien bleiben die Geschäfte einen halben Tag geschlossen. In einigen islamischen Ländern fällt das Wochenende etwa auf Donnerstag und Freitag, so dass Samstag bis Mittwoch als Arbeitstage verbleiben. Bestimmte islamische Festtage sind in islamischen Ländern keine Arbeitstage.
Im Judentum ist der Sabbat kein Arbeitstag, er dauert von Sonnenuntergang am Freitag bis zum Eintritt der Dunkelheit am folgenden Samstag. Damit verfügt die jüdische Woche über sechs Arbeitstage, wie bereits Lukas berichtete: „Die Woche hat sechs Arbeitstage. An denen könnt ihr kommen und euch heilen lassen, aber nicht ausgerechnet am Sabbat!“ (Lk 13,14 ). Einige jüdische Feiertage sind keine Arbeitstage, so beispielsweise der Jom Kippur als einem der Hohen Feiertage der jüdischen Religion.
Der Buddhismus kennt buddhistische Feste und Feiertage, an denen in manchen Staaten nicht gearbeitet wird.